# Halunder

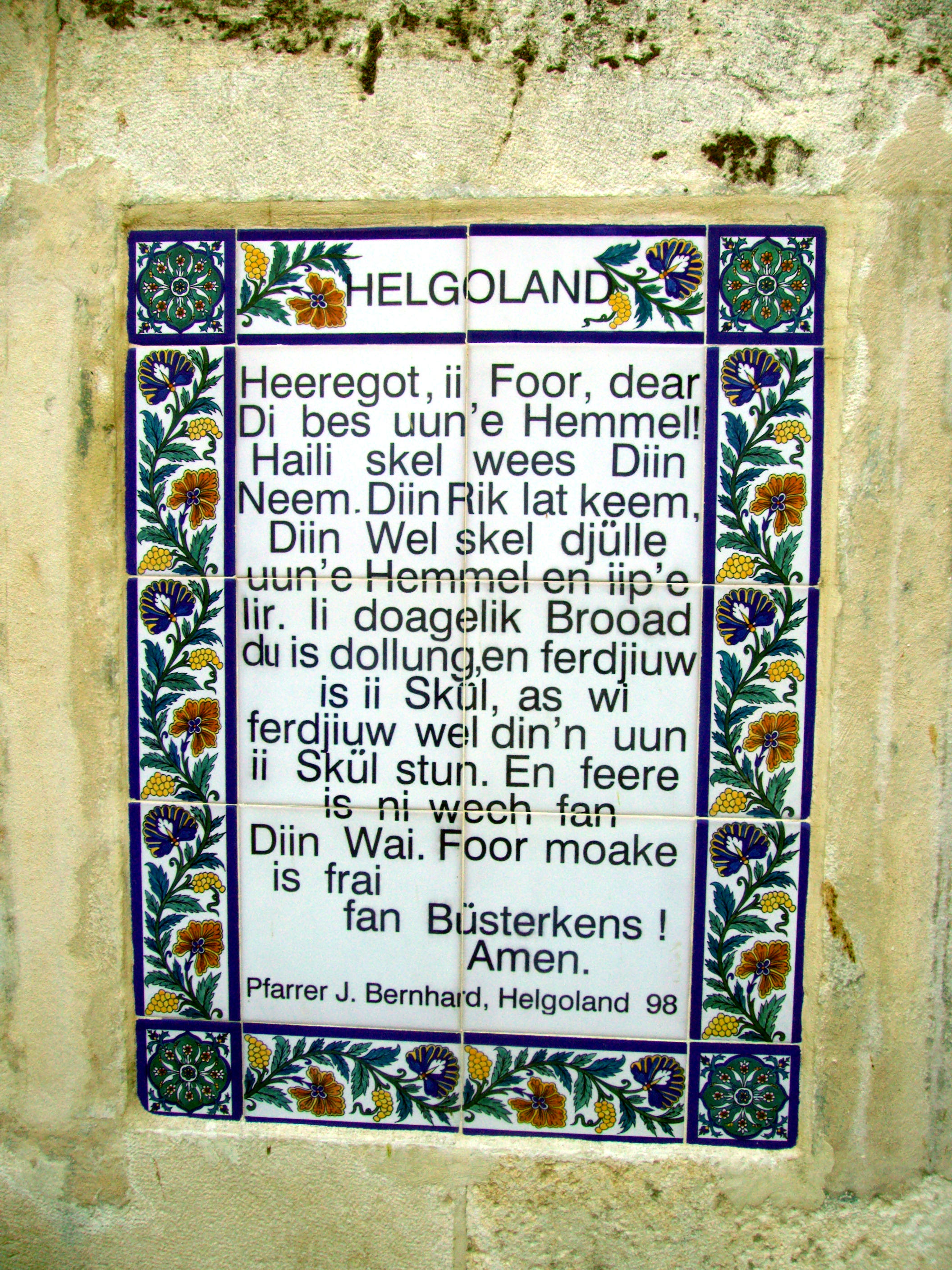
Das Vaterunser auf Helgoländer Friesisch in der Paternosterkirche von Jerusalem. Neuübersetzung. Das Vaterunser wurde auf der Insel auf Hochdeutsch gesprochen.

Das Helgoländer Friesisch (Eigenbezeichnung Halunder) ist der auf Helgoland gesprochene friesische Dialekt. Er gehört zum inselfriesischen Zweig der nordfriesischen Sprache. Der Dialekt wird heute nur noch von wenigen der rund 1200 Einwohner der Insel gesprochen; der frühere Inselbürgermeister Jörg Singer gab beim Helgoländer Friesentreffen 2022 an, es seien „nur noch etwa 120 Menschen, die nahezu alle über 75 Jahre alt seien“. Singer erklärte, dass es „sicher sei, dass [das Helgoländische] aussterbe“. An der Helgoländer James-Krüss-Schule ist der frühere Halunder-Unterricht seit März 2020 ausgesetzt. Das Halunder ist auf der Insel durch das Friesisch-Gesetz neben der standarddeutschen Amtssprache zum Amtsgebrauch zugelassen. 
Im Gegensatz zu den im Kreis Nordfriesland gesprochenen Dialekten weist das Helgoländische einen vergleichsweise geringen dänischen bzw. jütischen Einfluss auf, hat dafür aber unter einem starken niederdeutschen Einfluss gestanden. Deutlich wird dieser Unterschied am Wort für nicht: Während alle anderen nordfriesischen Dialekte hier ein dänisches Lehnwort aufweisen (zum Beispiel Fering ei, Mooring ai), wird im Halunder das vom Niederdeutschen entlehnte ni verwendet.

## KI-basierter Übersetzer
Im August 2025 wurde mit halunder.ai ein KI-basierter Übersetzer zwischen Deutsch und Halunder veröffentlicht. Das Wörterbuch enthält über 40.000 Einträge, Redewendungen und Beispielsätze. Die Daten basieren auf helgoländischer Literatur und der Digitalisierung hunderter Ausgaben des gleichnamigen Monatsmagazins Der Helgoländer.